# Doug Muirhead
Doug Muirhead (20 maggio 1962) è un ex calciatore ed ex giocatore di calcio a 5 canadese.

## Carriera

### Calcio
Con la nazionale canadese di calcio ha disputato quattro gare segnando una rete.

### Calcio a 5
Utilizzato nel ruolo di giocatore di movimento, come massimo riconoscimento in carriera ha la partecipazione con la nazionale maschile di calcio a 5 del Canada al FIFA Futsal World Championship 1989 dove i nordamericani sono stati eliminati al primo turno nel girone comprendente Belgio, Argentina e Giappone.